# Unterseeboot 637
L'Unterseeboot 637 ou U-637 est un sous-marin allemand (U-Boot) de type VIIC utilisé par la Kriegsmarine pendant la Seconde Guerre mondiale.
Le sous-marin est commandé le 20 janvier 1941 à Hambourg (Blohm & Voss), sa quille posée le 17 octobre 1941, il est lancé le 7 juillet 1942 et mis en service le 27 août 1942, sous le commandement du Kapitänleutnant Max Bernd Dieterich.
Il capitule à Stavanger, en Norvège en mai 1945 et est sabordé en décembre 1945.

## Conception
Unterseeboot type VII, l'U-637 avait un déplacement de 769 tonnes en surface et 871 tonnes en plongée. Il avait une longueur totale de 67,10 m, un maître-bau de 6,20 m, une hauteur de 9,60 m et un tirant d'eau de 4,74 m. Le sous-marin était propulsé par deux hélices de 1,23 m, deux moteurs diesel Germaniawerft M6V 40/46 de 6 cylindres en ligne de 1 400 cv à 470 tr/min, produisant un total de 2 060 à 2 350 kW en surface et de deux moteurs électriques BBC GG UB 720/8 de 375 cv à 295 tr/min, produisant un total 550 kW, en plongée. Le sous-marin avait une vitesse en surface de 17,7 nœuds (32,8 km/h) et une vitesse de 7,6 nœuds (14,1 km/h) en plongée. Immergé, il avait un rayon d'action de 80 milles marins (150 km) à 4 nœuds (7,4 km/h; 4,6 milles par heure) et pouvait atteindre une profondeur de 230 m. En surface son rayon d'action était de 8 500 milles nautiques (soit 15 700 km) à 10 nœuds (19 km/h). 
L'U-637 était équipé de cinq tubes lance-torpilles de 53,3 cm (quatre montés à l'avant et un à l'arrière) qui contenait quatorze torpilles. Il était équipé d'un canon de 8,8 cm SK C/35 (220 coups) et d'un canon antiaérien de 20 mm Flak. Il pouvait transporter 26 mines TMA ou 39 mines TMB. Son équipage comprenait 4 officiers et 40 à 56 sous-mariniers.

## Historique
Il suit sa période d'entraînement à la 5. Unterseebootsflottille jusqu'au 31 mai 1944, rejoignant son unité de combat dans la 1. Unterseebootsflottille, puis à la 8. Unterseebootsflottille pour revenir dans la 5. Unterseebootsflottille à partir du 1er janvier 1945.
Sa première patrouille est précédée de courts trajets à Kiel, à Valløy, à Arendal et à Danzig. Elle commence le 25 novembre 1944 au départ de Danzig en direction de la Baltique.
Le 24 décembre 1944 à 9 h 28, l'U-637 tire trois torpilles FAT contre un groupe de petits navires de guerre soviétiques au large du Cap Pakri dans le golfe de Finlande. Lors de cette attaque, il coule le navire BMO-594 (No 90) de 39 tonneaux.
Il est équipé d'un Schnorchel en avril 1945.
Le 26 avril 1945, deux torpilleurs norvégiens (711 et 723) revendiquent la destruction d'un sous-marin allemand près de Utsira, en Norvège. Leur objectif était l'U-637, qui n'a pourtant pas coulé. Son commandant Wolfgang Riekeberg s'est suicidé après avoir été grièvement blessé au visage dans cette attaque. Plusieurs membres de l'équipage sont morts. Un officier du sous-marin ramène le bateau à bon port. 
L'U-637 capitule à Stavanger, en Norvège, le 9 mai 1945 et est convoyé à Loch Ryan, en Écosse, le 27 mai 1945 en vue de l'Opération Deadlight. Il sombre lors de son remorquage le 21 décembre 1945.
Innes McCartney explora l'épave en 2001, elle se situe à la position 55° 35′ N, 7° 46′ O à 70 mètres de profondeur.

## Affectations
- 5. Unterseebootsflottille du 27 août 1942 au 31 mai 1944 (Période de formation).
- 1. Unterseebootsflottille du 1er juin 1944 au 5 juillet 1944 (Unité combattante).
- 8. Unterseebootsflottille du 6 juillet 1944 au 1er janvier 1945 (Unité combattante).
- 5. Unterseebootsflottille du 1er janvier 1945 au 8 mai 1945 (Unité combattante).

## Commandement
- Kapitänleutnant Max Bernd Dieterich du 27 août 1942 au 22 février 1943.
- Kapitänleutnant Günther Zedelius du 23 février 1943 au 20 juillet 1944.
- Oberleutnant zur See Fritz Fabricius du 21 juillet 1944 au 30 septembre 1944.
- Kapitänleutnant Wolfgang Riekeberg du 1er octobre 1944 au 26 avril 1945.
- Oberleutnant zur See Walther Ehrhardt de janvier 1945 à janvier 1945.
- Oberleutnant zur See Klaus Weber du 27 avril 1945 au 9 mai 1945.

## Patrouilles
|       | Commandant                 | Départ           | Départ    | Arrivée          | Arrivée   | Jours    | Succès |
| ----- | -------------------------- | ---------------- | --------- | ---------------- | --------- | -------- | ------ |
|       | Kptlt. Günther Zedelius    | 7 juin 1944      | Kiel      | 9 juin 1944      | Vallöy    | 3 jours  |        |
|       | Kptlt. Günther Zedelius    | 1er juillet 1944 | Valløy    | 1er juillet 1944 | Arendal   | 1 jours  |        |
|       | Kptlt. Günther Zedelius    | 19 juillet 1944  | Arendal   | 20 juillet 1944  | Kiel      | 2 jours  |        |
|       | Kptlt. Wolfgang Riekeberg  | 13 octobre 1944  | Kiel      | 16 octobre 1944  | Danzig    | 4 jours  |        |
| 1     | Kptlt. Wolfgang Riekeberg  | 25 novembre 1944 | Danzig    | 13 janvier 1945  | Kiel      | 50 jours | 39     |
| 2     | Kptlt. Wolfgang Riekeberg  | 5 avril 1945     | Kiel      | 13 avril 1945    | Stavanger | 9 jours  |        |
| 3     | Kptlt. Wolfgang Riekeberg* | 23 avril 1945    | Stavanger | 28 avril 1945    | Stavanger | 6 jours  |        |
| Total | Total                      | Total            | Total     | Total            | Total     | 75 jours | 39 t   |

Notes : Kptlt. = Kapitänleutnant
*Commandant mort pendant cette patrouille

## Navire coulé
L'U-637 coula un navire de guerre de 39 tonneaux au cours des trois patrouilles (75 jours en mer) qu'il effectua.
| Date             | Nom             | Nationalité       | Tonnage | Convoi | Fait  | Localisation         |
| ---------------- | --------------- | ----------------- | ------- | ------ | ----- | -------------------- |
| 24 décembre 1944 | BMO-594 (No 90) | Marine soviétique | 39      | -      | Coulé | 59° 27′ N, 24° 00′ E |